# 両把頭
両把頭（りょうはとう）は中国清の時代の満洲族の女性の髪形である。頭髪を額中央から左右に分けることからこの名がある。
両把児頭（liǎngbǎrtóu、リャンパルトウ）、二把頭（èrbǎtóu、アルパァトウ）、旗頭（qítóu、チートウ）、把頭児（bǎtóur、パァトウル）、一字頭（yízìtóu、イーツートウ）、叉子頭（chāzitóu、チャーツトウ）或いは如意頭（rúyìtóu、ルーイートウ）とも呼ばれる。

## 概要
両把頭はすべての髪の毛を頭のてっぺんで束ねる。次に頭髪を左右に分け、長く平べったい簪を土台にしてそれぞれ巻き上げる。巻き上げたそれぞれの髪を横向きにした後、更にもう一本の簪を横から差込み固定する。頭の後ろの余った頭髪は燕尾形に平べったく結う。首筋の後ろにくる結いは頭部の動きと寝そべる時の邪魔になる。これは女性を上品でまじめに見せるためである。
両把頭は清朝初期の頃は頭の後ろで渦状に巻きつけるだけだった。また女性の生えている髪の毛だけを利用した。そのため全体的に小さくぺしゃんこだった。その後、時が経つにつれ、巻きつける位置は頭のてっぺんに向かっていき、両把頭はさらに高く、さらに大きくなっていった。そのため髪を巻き上げる過程で鬘を用いるようになった。

## 旗頭
清朝後期には、旗頭（大拉翅）という板状で冠状の装飾具に発展し、次第に両把頭に取って代わるようになった。中央に牡丹の造花が配され、両脇には孔雀の刺繍がなされる旗頭もある。装飾性はさらに増し、房のついた紐を垂らすようになった。これを「穂子（ホイツ）」という。現在では、故宮博物院で観光客が記念に両把頭にチャイナドレスを着用することができるが、これらは藍色の鬘を使用したり、飾りが間違っていたりと、アレンジがなされている。

## 画像
- 道光帝孝全成皇后画像—「喜溢秋庭図」「璇宮春靄図」「孝全成皇后便装像」
- 咸豊帝妃玫嬪画像—「玫貴妃春貴人行楽図」より（玫常在、玫貴人、鑫常在）
- 咸豊帝慈安皇太后画像—「慈竹延清図」「璇闈日永図」より

- 髪型を大拉翅にした清朝の貴婦人（1911年以前）